# Girouxville
Girouxville is een plaats (village) in de Canadese provincie Alberta en telt 282 inwoners (2006).